# Edwin Smith
Edwin Smith (1822 - 27 d'abril del 1906) fou un comerciant i col·leccionista d'antiguitats estatunidenc que va donar el seu nom a un papir mèdic egipci, el Papir Edwin Smith.
Smith va néixer a Bridgeport (Connecticut), i va viure a Egipte durant la darrera meitat del segle xix. El 1862 va arribar temporalment a les seves mans un papir mèdic que havia estat venut pel seu propietari egipci a Georg Ebers el 1873 i fou publicat per Ebers el 1875. Fou conegut llavors habitualment com a Papir Ebers.
El 1862 també va comprar el papir que arribaria a dur el seu nom a un comerciant anomenat Mustafà Aga, a Luxor. El coneixement que Smith tenia de el hieràtic no era suficient per permetre'l de traduir el papir, una tasca que fou escomesa per James Henry Breasted, amb l'ajut del Dr. Arno B. Luckhardt, un catedràtic de psicologia, i va conduir a la publicació de la traducció el 1930.
Edwin Smith va morir el 1906.